# Egyetemi Könyvtár (Umeå)

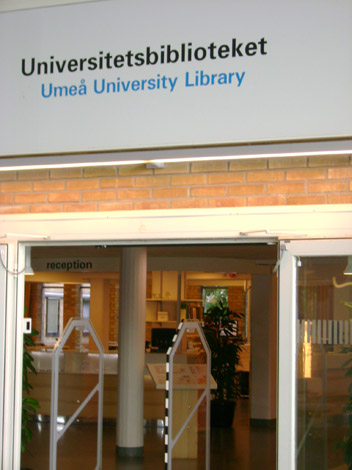
Bejárat a Lindellhallen felől

Az Umeåi Egyetemi Könyvtár (svédül Umeå universitetsbibliotek, UmUB) Észak-Svédország legnagyobb kutató könyvtára. Fő célcsoportjait az Umeåi Egyetem kutatói, oktatói és diákjai alkotják, de szívesen látják itt a nagyközönséget is. A könyveket, folyóiratokat, periodikákat, disszertációkat és levéltári dokumentumokat is gyűjt, nyomtatott és elektronikus formában egyaránt. Emellett hozzáférést biztosít számos adatbázishoz a legkülönfélébb szakterületeken, valamint kutatószobákkal is rendelkezik egyéni vagy csoportos munkákhoz. A könyvtárat jelenleg négy különálló létesítmény, az Egyetemi Könyvtár (Universitetsbiblioteket, UB), az Orvosi Könyvtár (Medicinska biblioteket, MB), a Képzőművészeti Campus szakkönyvtára (UB Konstnärligt campus) és az örnsköldsviki könyvtár alkotja. Feladatai közé tartozik az egyetem hivatalos okiratainak őrzése is.
Mindemellett az Umeåi Egyetemi Könyvtár azon hét svédországi könyvtár közé tartozik, amelyek minden Svédországban megjelent, nyomtatott kiadványból kapnak egy-egy kötelespéldányt, de különös figyelmet szentel az észak-svédországi (norrlandi) anyagok gyűjtésének és őrzésének.

## Története
A könyvtár elődje az 1950-ben megnyitott Umeå Városi Könyvtár volt. 1958-ban, amikor döntést született egy orvosi egyetem alapításáról Umeåban, egyúttal döntött egy egy orvosi könyvtár létrehozataláról is, ennek következtében az addigi könyvtár tudományos szekcióval bővült. Az Umeåi Egyetem 1965-ös megalapítását követően a könyvtár is egyetemi könyvtárrá alakult át, első főkönyvtárosa Paul Sjögren lett. A későbbiekben, az 1960-as évek második felében új könyvtári épület létesítésébe fogtak bele, azóta több más átalakítás is történt, a legutóbbi 2006-ban. Az intézmény legújabb létesítménye a Képzőművészeti Campus 2012 tavaszán átadott szakkönyvtára.

## Szervezeti felépítés
A könyvtár felügyeletét a Könyvtári Tanács látja el; vezetője 2011. szeptembere óta Mikael Sjögren főkönyvtáros.

### Osztályok
- Adminisztráció
- Digitális Könyvtár
- Kutatási Archívum
- IT
- Ügyfélszolgálat
- Orvosi Könyvtár
- Gyűjtemények
- Örnsköldsviki könyvtár

## Az állomány fontosabb jellemzői
A könyvtár könyvállománya mintegy 1,5 millió kötetet számlál, az elérhető folyóiratcímek száma 22.000, ebből több mint 16.000 elektronikusan is hozzáférhető folyóirat. Az intézmény számos adományt is kezel, mint például Sigurd Curman, Olof Östergren, illetve Sigrid és John Kahle hagyatékát. A könyvtár levéltári részén őrzik egyebek között Sara Lidman svéd szerző levéltári anyagait.

## Fordítás
Ez a szócikk részben vagy egészben  az   Umeå universitetsbibliotek című svéd Wikipédia-szócikk fordításán alapul.  Az eredeti cikk szerkesztőit annak laptörténete sorolja fel. Ez a jelzés csupán a megfogalmazás eredetét és a szerzői jogokat jelzi, nem szolgál a cikkben szereplő információk forrásmegjelöléseként.